# Spermophilus
Spermophilus es un género de ardillas terrestres de la familia de las ardillas.  Tal y como se definía tradicionalmente, el género era muy rico en especies, extendiéndose por Europa, Asia y Norteamérica, pero se descubrió que esta disposición era parafilética con respecto a los perritos de las praderas, marmotas y ardillas antílope, ciertamente distintos. Como consecuencia, todas las antiguas especies de Spermophilus de Norteamérica han sido trasladadas a otros géneros, dejando las especies europeas y asiáticas como verdaderos Spermophilus (las únicas excepciones son dos Urocitellus asiáticos).
Algunas especies se llaman a veces susliks (o sousliks). Este nombre proviene del ruso суслик, suslik. En algunos idiomas, un derivado del nombre es de uso común, por ejemplo suseł en polaco. El nombre científico de este género significa "amantes de las semillas" (gr. σπέρμα sperma, genitivo σπέρματος spermatos - semilla; φίλος philos - amigo, amante).

## Aspecto
Los Spermophilus son en general de color amarillento, anaranjado claro, marrón claro o grisáceo. Aunque muchos están discretamente moteados o manchados, o tienen marcas anaranjadas en la cabeza, en general carecen de patrones fuertes, excepto en S. suslicus, que comúnmente tiene partes superiores marrones con manchas blancas claras. El tamaño varía con las especies y tienen una longitud de cabeza y cuerpo de c. 17-40 centímetros (6,7-15,7 plg). Antes de la hibernación, la mayor de las ardillas de tierra amarillas puede pesar hasta 2 kilogramos (4,4 lb) y la mayor de las ardillas de tierra rusas hasta casi 1,4 kilogramos (3,1 lb), pero siempre pesan mucho menos a principios de año y otras especies son considerablemente más pequeñas, en su mayoría menos de 0,5 kilogramos (1,1 lb) incluso en condiciones óptimas antes de la hibernación. Todos tienen una cola bastante corta que -dependiendo de la especie exacta- es alrededor del 10-45% de la longitud de la cabeza y el cuerpo.

## Hábitat y comportamiento
Como típicas ardillas de tierra, Spermophilus viven en hábitats abiertos como praderas, pastizales, estepa y semidesiertos, se alimentan de las plantas bajas y utilizan las madrigueras como nido y refugio. Son diurnos y viven mayoritariamente en colonias, aunque algunas especies también pueden aparecer solas. Se encuentran tanto en tierras bajas como en tierras altas, hibernan durante los meses más fríos (hasta c. 8{1/2}} meses cada año en algunas especies) y en regiones áridas también pueden estivan durante el verano o el otoño. Las distribuciones de las distintas especies están en su mayoría separadas, a menudo por grandes ríos, aunque hay regiones habitadas por hasta tres especies y, en raras ocasiones, dos especies pueden incluso formar colonias mixtas. Se sabe que unas pocas especies se hibridan donde sus áreas de distribución entran en contacto.

## Forma de vida

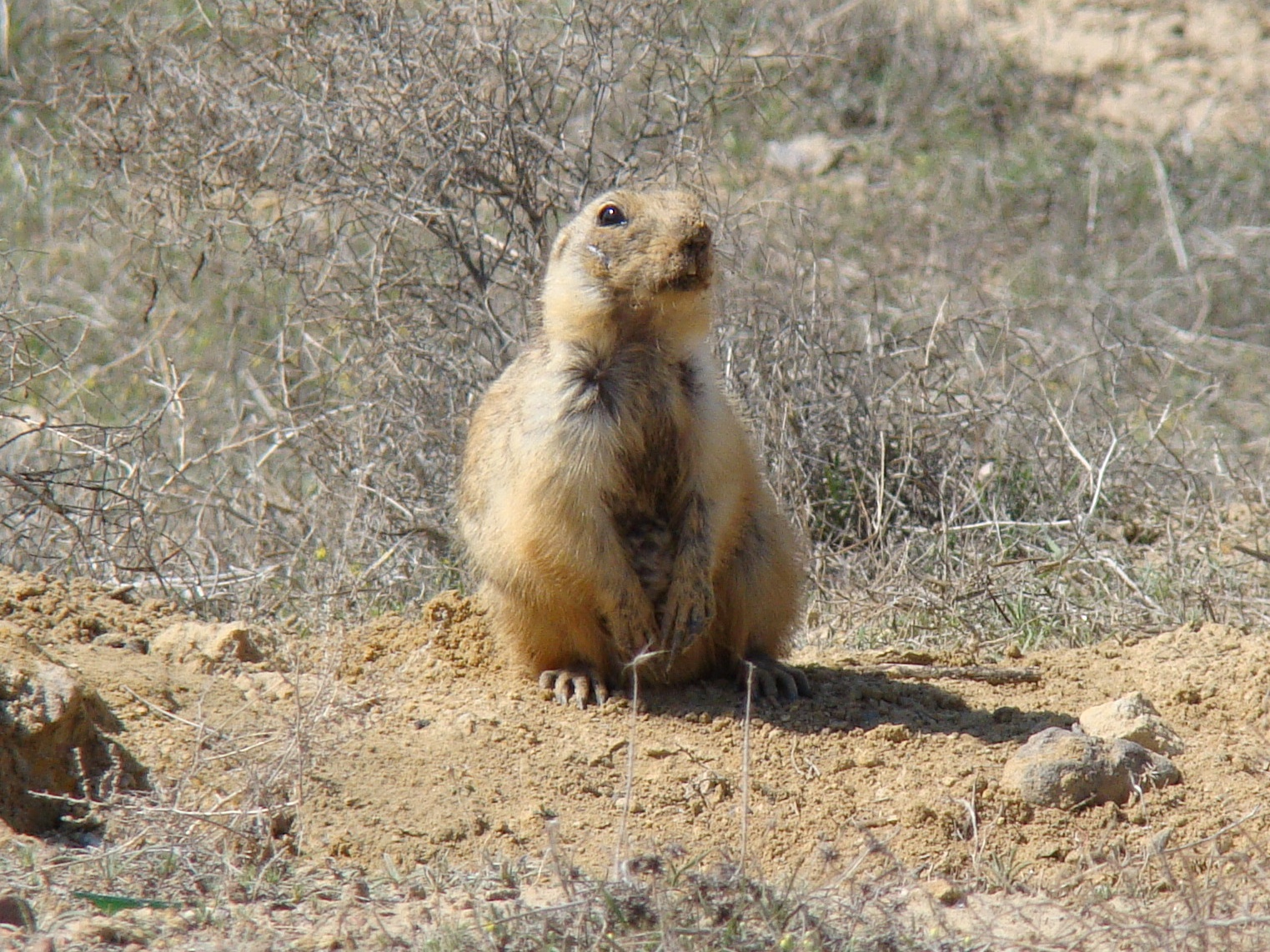
Ardilla de tierra amarilla (Spermophilus fulvus').

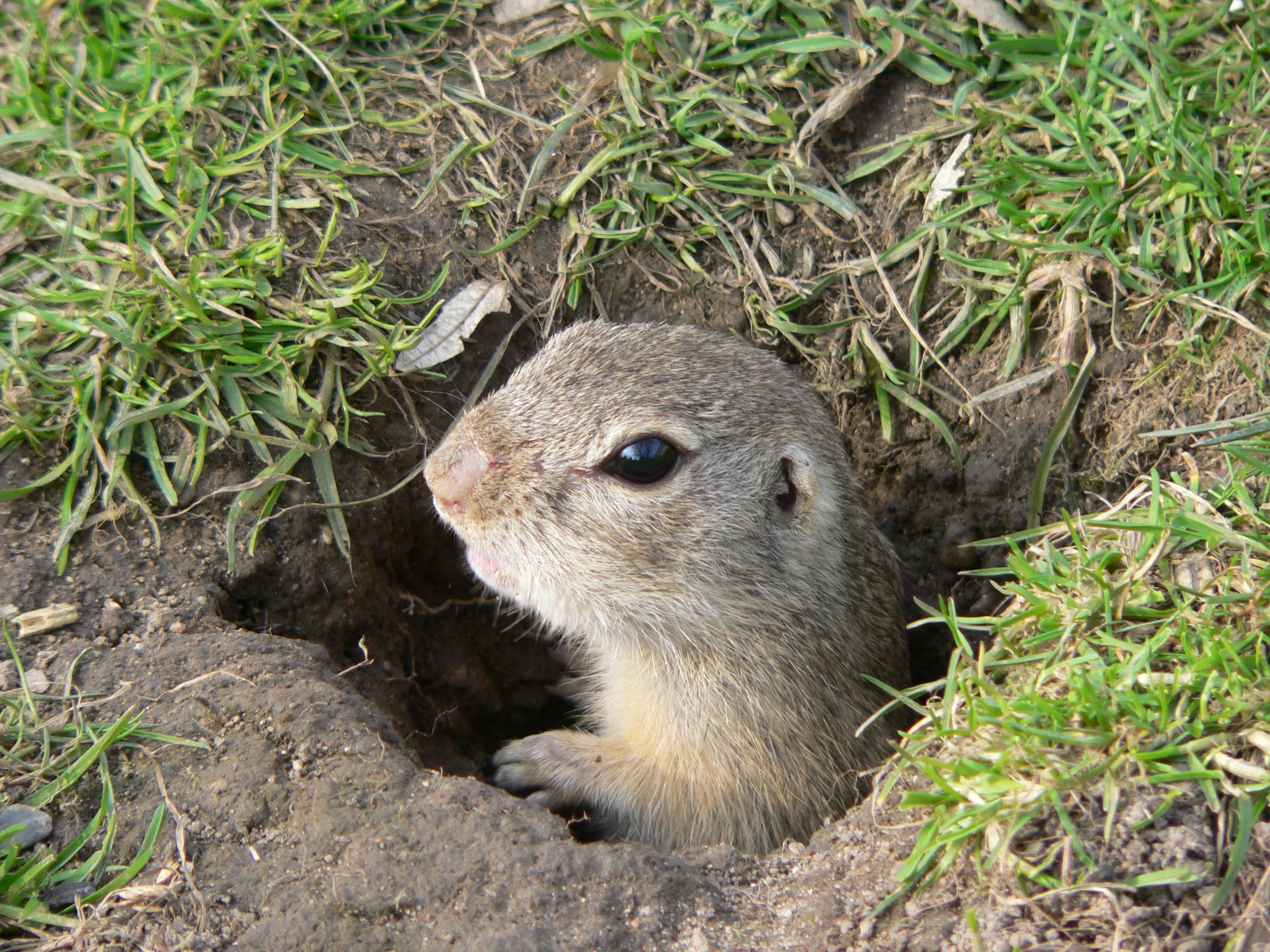
Ardilla de tierra europea.

Las ardillas terrestres viven en dos tipos de madrigueras: madrigueras permanentes, donde pasan la noche o hibernan y dan a luz y crían a sus crías, y refugios temporales, que sirven como refugios a corto plazo. En cada madriguera hay un pasaje principal y varios pasajes laterales, así como cámaras de anidamiento y laterales. Las madrigueras son abandonadas durante el día para ir en busca de alimento. Las ardillas de tierra se alimentan principalmente de semillas, pero también de raíces, tubérculos, bulbos y partes verdes de las plantas. También invertebrados como insectos no son despreciados. A finales del verano se abastecen de comida en sus madrigueras. Después de sellar la entrada a la madriguera con material terrestre, hibernan durante varios meses, desde alrededor de septiembre hasta marzo del año siguiente, de donde se despiertan de vez en cuando. Según algunos investigadores, las ardillas terrestres y otros roedores activan su sistema inmunológico de esta manera una y otra vez. De esta manera, pueden mantener a raya a patógenos como E. coli o Salmonella, que de otro modo podrían multiplicarse sin control en los cuerpos de los animales que hibernan y convertirse en un peligro mortal.
Las ardillas terrestres macho son territoriales y alejarán a los miembros del mismo sexo de las inmediaciones de su madriguera. Las hembras viven en los territorios de los machos y no defienden ningún territorio por sí mismas. De esta manera, los machos de algunas especies forman un harén a su alrededor; sin embargo, existen pocos lazos sociales, por lo que no se puede hablar de una colonia real. Las madrigueras de las hembras se transmiten a sus hijas; en cambio, los machos son expulsados cuando alcanzan la madurez sexual. Si no pueden establecer su propio territorio, tienen que sobrevivir en los límites de otros territorios de ardillas terrestres, donde las condiciones son desfavorables y fácilmente son víctimas de los depredadores.
El apareamiento ocurre solo una vez al año, entre marzo y mayo, aproximadamente una semana o dos después de dejar los cuarteles de invierno. Cada ardilla de tierra hembra da a luz de 2 a 15 crías, con un tamaño de camada promedio que varía entre cuatro y nueve según la especie. Al nacer, las ardillas terrestres pesan alrededor de 10 g. Alcanzan la madurez sexual a los once meses de edad. Los machos de ardilla terrestre alcanzan una edad menor a los seis años que las hembras a los once años, lo que se puede atribuir al gasto en la defensa del territorio.

## Especies
El género Spermophilus fue introducido en 1825 por Frédéric Cuvier en su tratado sobre los dientes de los mamíferos (Des dents des mammifères, considérées comme caracteres zoologiques), utilizando al topo europeo descrito por Carl von Linné en 1766 como Mus citellus y asignado a los ratones como especie tipo, y lo nombró por primera vez con el nombre de Spermophilus citellus, que sigue siendo válido en la actualidad. Paralelamente, el nombre genérico Citellus y la especie Citellus citellus también fueron comunes durante mucho tiempo, acuñados en 1816 por Lorenz Oken en Oken's Lehrbuch der Naturgeschichte. Sin embargo, todos los nombres ideados por Oken fueron declarados inválidos en 1956 por la Comisión Internacional de Nomenclatura Zoológica. (ICZN) porque no seguían la Nomenclatura Linneana. Por tanto, Spermophilus es el único nombre genérico válido.
Durante mucho tiempo, casi 40 especies fueron agrupadas en el género, sólo la ardilla antílope (Ammospermophilus) se mantuvo como un género separado debido a numerosas peculiaridades. El gran número de especies ha llevado a varios autores a intentar una subdivisión del género en subgéneros. Tras un extenso estudio biológico molecular sin embargo, el topo se dividió en un total de ocho géneros correspondientes a los antiguos subgéneros, ya que la agrupación original es parafilética frente a las marmotas (Marmota), los gigantes antílopes (Ammospermophilus) y los perros de las praderas (Cynomys), y estos grupos no forman por tanto un taxón común.

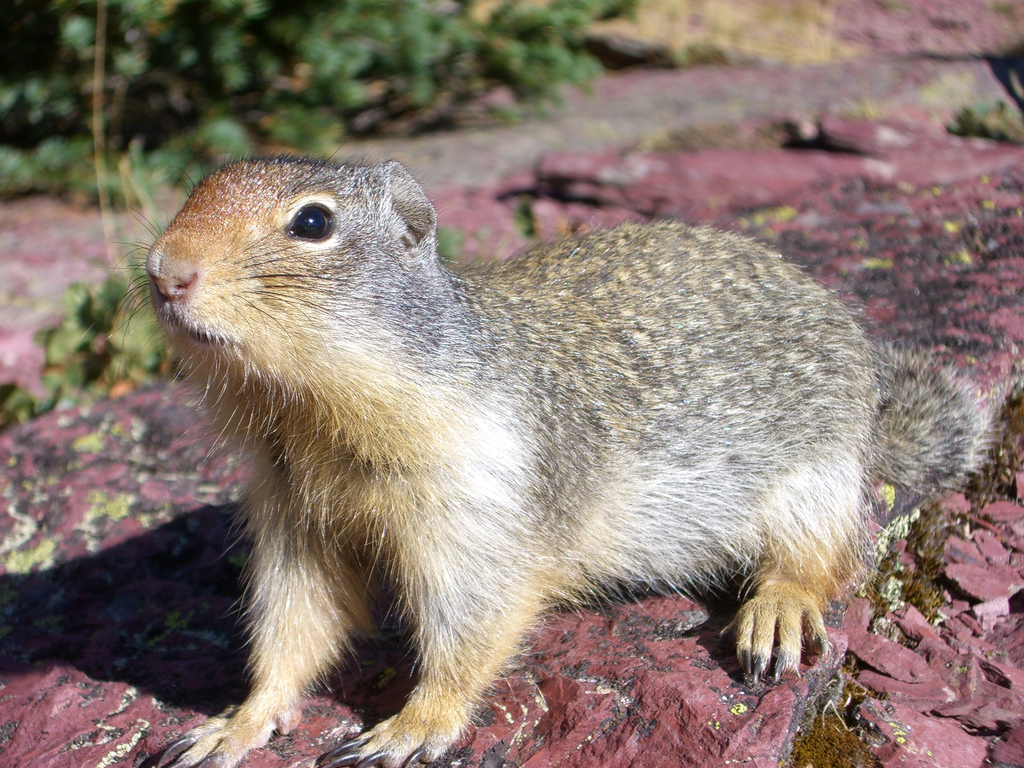
Spermophilus columbianus

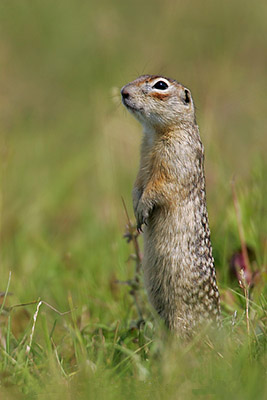
Spermophilus suslicus

Se reconocen las siguientes especies:
- Spermophilus adocetus
- Spermophilus alashanicus
- Spermophilus annulatus
- Spermophilus armatus
- Spermophilus atricapillus
- Spermophilus beecheyi
- Spermophilus beldingi
- Spermophilus brunneus
- Spermophilus canus
- Spermophilus citellus
- Spermophilus columbianus
- Spermophilus dauricus
- Spermophilus elegans
- Spermophilus erythrogenys
- Spermophilus franklinii
- Spermophilus fulvus
- Spermophilus lateralis
- Spermophilus madrensis
- Spermophilus major
- Spermophilus mexicanus
- Spermophilus mohavensis
- Spermophilus mollis
- Spermophilus musicus
- Spermophilus parryii
- Spermophilus perotensis
- Spermophilus pygmaeus
- Spermophilus relictus
- Spermophilus richardsonii
- Spermophilus saturatus
- Spermophilus spilosoma
- Spermophilus suslicus
- Spermophilus taurensis
- Spermophilus tereticaudus
- Spermophilus townsendii
- Spermophilus tridecemlineatus
- Spermophilus undulatus
- Spermophilus variegatus
- Spermophilus vorontsovi[11]
- Spermophilus washingtoni
- Spermophilus xanthoprymnus

Estudios posteriores han establecido que este género es parafilético y lo han dividido en 8 géneros, quedando Spermophilus restringido al ámbito euroasiático:
- Callospermophilus Merriam, 1897
- Ictidomys J. A. Allen, 1877
- Notocitellus A. H. Howell, 1938
- Otospermophilus Brandt, 1844
- Poliocitellus A. H. Howell, 1938
- Urocitellus Obolenskij, 1927
- Xerospermophilus Merriam, 1892

## Interacciones con el ser humano
Spermophilus, conocidos comúnmente como ardillas terrestres, son un grupo diverso de roedores que se encuentran en América del Norte y en partes de Eurasia. Los humanos interactúan con estos animales de varias maneras, a menudo influenciadas por sus características ecológicas y comportamentales; desde su gestión como plagas hasta su estudio y apreciación en sus hábitats naturales.
Las ardillas terrestres pueden tener un impacto significativo en su entorno. Son conocidas por sus hábitos de excavación, lo que puede afectar la estructura del suelo y la vegetación. Aunque sus madrigueras pueden causar problemas en la agricultura y en la infraestructura, también crean hábitats para otras especies y contribuyen a la aireación del suelo.
Las ardillas terrestres pueden ser consideradas plagas por los agricultores y propietarios de tierras. Su alimentación en los cultivos y sus excavaciones pueden causar daños en los campos, equipos y sistemas de riego. Como resultado, se utilizan algunos métodos de control, incluyendo trampas y venenos, para gestionar sus poblaciones.
Las ardillas terrestres a menudo son observadas y estudiadas por entusiastas de la vida silvestre y por investigadores. Pueden ser bastante activas y sociales, lo que las convierte en sujetos interesantes para el estudio en términos de comportamiento, hibernación y estructuras sociales. Los parques nacionales y reservas naturales pueden tener programas educativos o senderos donde los visitantes pueden observar a estos animales.
En algunos casos, las ardillas terrestres se mantienen como mascotas o son llevadas a centros de rehabilitación de vida silvestre. Aunque se pueden mantener como mascotas en ciertos lugares, tienen requisitos de cuidado específicos y pueden ser difíciles de manejar en un entorno doméstico debido a sus comportamientos y necesidades naturales. Los centros de rehabilitación ayudan a las ardillas terrestres heridas o huérfanas con el objetivo de liberarlas de nuevo en la naturaleza.
Las ardillas terrestres pueden entrar en conflicto con los humanos, especialmente en áreas urbanas o suburbanas donde sus madrigueras pueden representar riesgos de seguridad, como crear peligros de tropiezo o socavar aceras y cimientos. Las estrategias de gestión a menudo implican métodos no letales para mitigar estos conflictos.
Las ardillas terrestres aparecen en varios contextos culturales, incluyendo como sujetos de folklore y en materiales educativos sobre vida silvestre y conservación. A menudo se utilizan para enseñar sobre el comportamiento animal, la ecología y la importancia de los ecosistemas equilibrados.